# Teatr Muzyczny w Poznaniu
Teatr Muzyczny w Poznaniu – teatr działający nieprzerwanie od 1956 roku (do 1973 roku pod nazwą "Operetka Poznańska"). W repertuarze Teatru znajdują się zarówno musicalowe klasyki i broadwayowskie hity, jak Deszczowa piosenka, Zakonnica w przebraniu, Pippin, Piękna i Bestia, Drogi Evanie Hansenie, Avenue Q, jak i oryginalne, autorskie produkcje, których nie zobaczymy na innych musicalowych scenach w Polsce: Kombinat, Irena, Virtuoso, Apetyt na czereśnie.

## Historia

### Czasy Operetki Poznańskiej
Teatr Muzyczny w Poznaniu, działający początkowo pod nazwą Państwowa Operetka Poznańska, rozpoczął działalność w 1956 roku premierą spektaklu Pála Ábraháma Wiktoria i jej huzar (20 maja 1956). Z powodu trudności w znalezieniu przestrzeni odpowiadającej potrzebom profesjonalnego teatru w zniszczonym przez wojnę Poznaniu, Operetkę ulokowano w siedzibie Ligi Przyjaciół Żołnierza (obecnie Liga Obrony Kraju) przy ulicy Niezłomnych.
Zbigniew Szczerbowski, inicjator jej utworzenia, a zarazem główny reżyser pierwszego spektaklu, po przygotowaniu inauguracyjnej premiery zakończył  współpracę z Operetką. W tym krótkim czasie zdążył jednak skompletować cały zespół artystyczny. Jego zaproszenie przyjęli soliści, których nazwiska uchodziły za znaczące w świecie polskiej operetki: Izabela Ferency, Irena Schulz-Kruk, Ludmiła Szwabowicz, Erika Wosińska, Jerzy Golfert, Janusz Golc. Oprócz znanych artystów do pracy zaangażowano również uczniów i studentów szkół muzycznych oraz śpiewaków, tancerzy i amatorów.
Pierwszym dyrektorem Operetki był Jan Teresiński. Po Janie Teresińskim operetką kierowali: Zygmunt Wojciechowski i Henryk Duczmal. Wojciechowski, bogaty w doświadczenie zdobyte podczas pracy w Teatrze Wielkim, budował renomę Operetki: angażował sprawdzonych scenografów, rozbudowywał zespół solistów. Przez pierwsze cztery lata działalności Operetki Poznańskiej w repertuarze dominowały operetki klasyczne: Wiktoria i jej huzar i Bal w Savoyu Pála Abraháma, Wesoła wdówka i Kraina uśmiechu Ferenca Lehára, Hrabina Marica Imre Kálmána oraz Życie paryskie Jacques’a Offenbacha.
Za dyrekcji Henryka Duczmala podjęta została jedna z najistotniejszych decyzji, przez wiele lat wpływająca na kształt Operetki Poznańskiej – w charakterze dyrektora artystycznego zatrudniono Stanisława Renza, który po ustąpieniu Henryka Duczmala skupił w swoich rękach także funkcję dyrektora. Renz zapoznawał widzów z ówczesnymi nowinkami ze świata, czyli musicalami, między innymi Can Can Cole’a Portera i My Fair Lady Fredericka Loewego. Szybko na afiszu zaczęły pojawiać się jego własne dzieła: Eksportowa żona, Skrzydlaty kochanek czy najgłośniejsze – Dziękuję ci, Ewo. Tadeusz Świtała napisał, że za czasów Renza „rozpoczął się triumfalny okres stawania się poznańskiego teatru operetkowego trwający jedenaście sezonów. [Renz] położył na szalę wszystko co posiadał: dobry warsztat kompozytorski, znakomite przygotowanie teoretyczne, młodość, zapał". W 1965 r. Stanisław Renz zaangażował Janinę Guttnerównę.

### Od Poznańskiej Operetki do Teatru Muzycznego
Z końcem sezonu 1972/73 rolę dyrektora przejął Henryk Olszewski – aktor i reżyser. Najbardziej cenionym przez niego gatunkiem była komedia muzyczna, naturalnym zatem wyborem okazała się zmiana nazwy Poznańskiej Operetki na Teatr Muzyczny.
Zmiany kierunku artystycznego Operetki następowały wraz ze zmianami na stanowisku jej dyrektora, a oferowany widzowi program oscylował między operetką klasyczną i musicalem a teatrem dramatycznym. Lata 1980–1984 to czas piastowania funkcji dyrektora przez Andrzeja Wizę i jednocześnie kolejna zmiana koncepcji zarządzania. Dyrektor pragnął, by na scenie zagościły spektakle rodzimych twórców. Wystawiano Zamek na Czorsztynie Karola Kurpińskiego, Myszkę Jacka Szczygła (musical, w reżyserii i Henryka Drygalskiego oparty na lokalnym folklorze).

Do uwspółcześnienia repertuaru dążył, sprawujący rolę dyrektora w latach 1984–1989, Włodzimierz Krzyżanowski. Ogromnym powodzeniem cieszył się musical Targ na dziewczęta Victora Jacobiego czy Madame Sans-Gene z muzyką Stefana Kisielewskiego, w reżyserii Bogusławy Czosnowskiej.
Daniel Kustosik, dyrektor w latach 1989–2012, dążył do równowagi pomiędzy klasyką operetkową (Wesoła wdówka, Carewicz, Zemsta nietoperza), musicalem (Hello, Dolly!, My Fair Lady, Skrzypek na dachu, Phantom) i repertuarem nietypowym dla teatru muzycznego (farsy: Nagłe zastępstwo, Nie teraz, kochanie, Okno na parlament oraz dramat: Kto się boi Wirginii Woolf). W repertuarze pojawiły się także bajki muzyczne i spektakle baletowe dla dzieci.

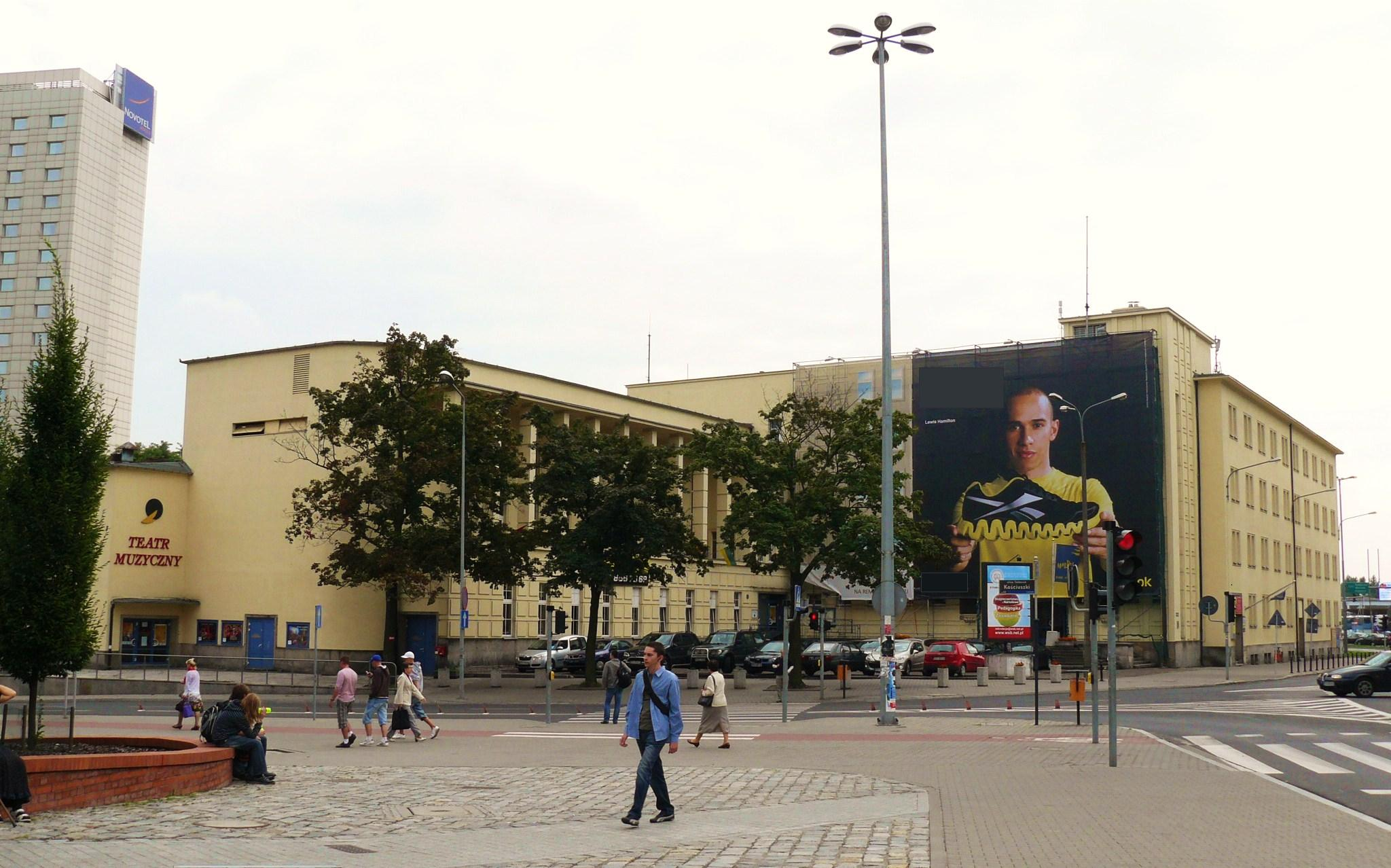
Teatr Muzyczny w Poznaniu

W 2013 roku dyrekcję Teatru przejął Przemysław Kieliszewski – doktor nauk humanistycznych, prawnik z wykształceniem muzycznym. Na swoją pierwszą premierę – z uwagi na predyspozycje zespołu – wybrał klasyczną operetkę Jaquesa Offenbacha Orfeusz w piekle. Za pulpitem dyrygenckim stanął znakomity interpretator muzyki współczesnej – Marek Moś, twórca orkiestry AUKSO. Kolejną propozycją Teatru była opera dziecięca Myszki i wojna, czyli o dzielnym Albercie i żółtym serze z muzyką nowojorskiego kompozytora Davida Chesky’ego.

### PrzełomowyJekyll&Hyde

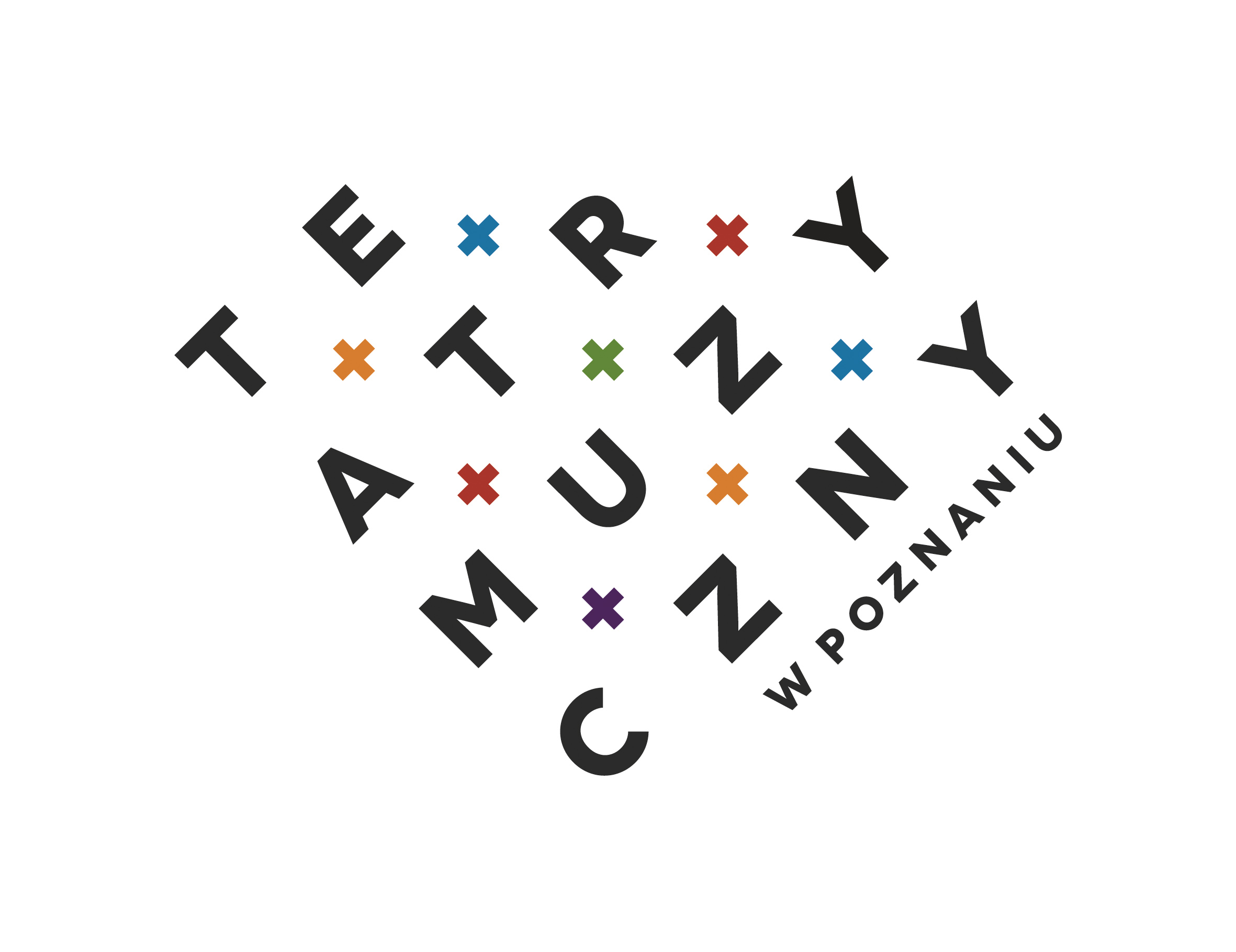
Logo Teatru Muzycznego w Poznaniu.

10 października 2014 roku Teatr zaprezentował słynny broadwayowski musical Jekyll & Hyde z muzyką Franka Wildhorna. Na scenie obok poznańskich artystów stanęła plejada znakomitych aktorów musicalowych wyłonionych w castingu, z Damianem Aleksandrem i Januszem Krucińskim na czele. Spektakl wyreżyserował Sebastian Gonciarz, choreografię opracowała Paulina Andrzejewska, scenografia była dziełem Mariusza Napierały, a za pulpitem dyrygenckim stanął Piotr Deptuch. Premiera zebrała znakomite recenzje, w których podkreślano, że teatr wkroczył na nową drogę artystyczną i zaczął konkurować z najlepszymi w Polsce scenami musicalowymi. Znakomicie został przyjęty również Akompaniator, kameralna, słodko-gorzka komedia Anny Burzyńskiej w reżyserii Grzegorza Chrapkiewicza, z kreacjami Lucyny Winkel oraz Wiesława Paprzyckiego. 
Rok 2015 otworzyła premiera musicalu Hello, Dolly! z Grażyną Brodzińską w roli tytułowej, rewia przebojów Nie ma jak lata 20., lata 30. oraz spektakl Dookoła karuzeli, czyli dziecko potrafi Krzysztofa Deszczyńskiego, propozycja edukacyjna dla najmłodszych widzów. Piosenki z tego spektaklu utrwalono na płycie CD.
26 września odbyła się premiera głośnego musicalu Andrew Lloyda Webbera Evita w nowej aranżacji. Była to pierwsza w Polsce realizacja dzieła w tej formie. Spektakl przygotowała ta sama ekipa realizatorska, co Jekylla & Hyde’a, a dyrygujący premierą Piotr Deptuch objął stanowisko zastępcy dyrektora do spraw artystycznych. Rolę tytułową kreowały Oksana Hamerska, Anna Lasota i Marta Wiejak.
Rok 2016 zbiegł się z jubileuszem 60-lecia działalności teatru. Rozpoczęła go kameralna premiera cyklu pieśni Maury'ego Yestona December songs, wystawianych jako Opowieści zimowe w aranżacji Jakuba Kraszewskiego. Wystąpiła w niej Edyta Krzemień, a całość została wydana na płycie CD.
16 kwietnia na poznańskim stadionie miejskim zespół zaprezentował rock-operę Andrew Lloyda Webbera Jesus Christ Superstar. Widowisko  przygotowane z okazji rocznicy 1050-lecia Chrztu Polski oklaskiwało 26 tysięcy widzów. W rolach głównych wystąpili: Marek Piekarczyk (Jezus), Janusz Kruciński (Judasz), Anna Lasota (Maria Magdalena) oraz Tomasz Steciuk (Piłat).
Dla miłośników operetki Teatr przygotował premierę Księżniczki czardasza w reżyserii Grzegorza Chrapkiewicza i choreografii Jarosława Stańki - w nowoczesnej formie.

Jednym z najważniejszych wydarzeń 2016 roku była premiera musicalu Zakonnica w przebraniu w reżyserii Jacka Mikołajczyka, z choreografią Eweliny Adamskiej-Porczyk i muzyką Alana Menkena. Tytułową kreację stworzyły w nim Olga Szomańska, Karolina Trębacz oraz Dagmara Rybak. 

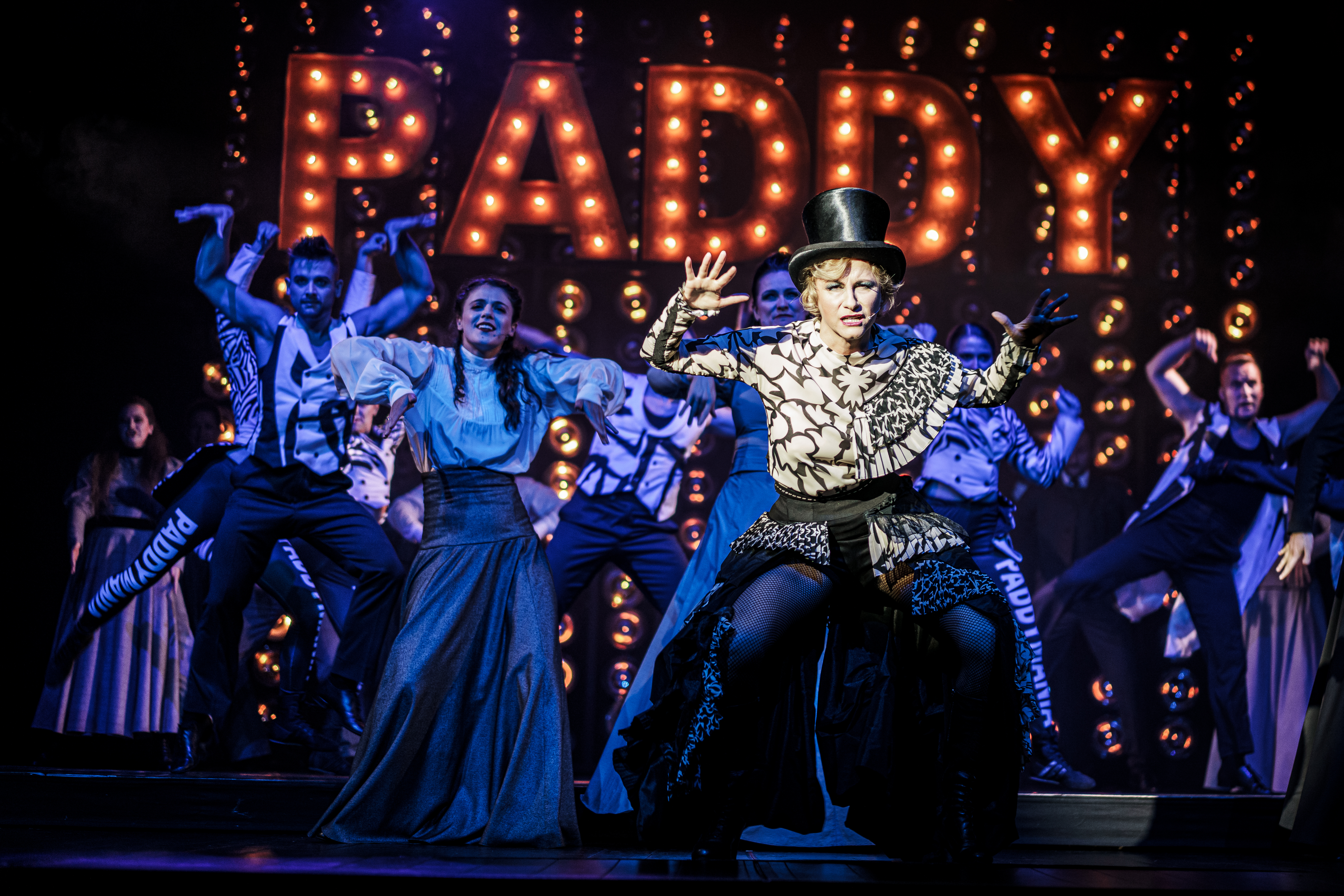
Spektakl Virtuoso - na pierwszym planie Barbara Melzer (fot. M. Kordula)

### Musicalowe hity
Lata 2017-2018 w historii Teatru Muzycznego to wiele koncertów musicalowych oraz cztery znakomicie przyjęte premiery: Nine – musicalowa wersja filmowego arcydzieła Federica Felliniego Osiem i pół w reżyserii Jacka Mikołajczyka i we wspaniałej inscenizacji Mariusza Napierały, Madagaskar – musicalowa przygoda; brawurowy Footloose w reżyserii Jerzego Jana Połońskiego oraz Rodzina Addamsów w reżyserii Jacka Mikołajczyka. W 2018 r. Marek Chojnacki wyreżyserował też komedię Beznudna wyspa z Wiesławem Paprzyckim w roli głównej. 
W kwietniu 2019 roku najmłodsi widzowie zostali zaproszeni na premierę  Koziołka Matołka i zagadkę ratuszowej wieży, a dorośli – komedii Kwartet Ronalda Harwooda z Lucyną Winkel-Sobczak, Wiesławem Paprzyckim, Jarosławem Patyckim oraz występującą gościnnie Danielą Popławską.
Sezon 2019/2020 otworzyła polska premiera musicalu Pippin autorstwa Stephena Schwartza, czterokrotnego zdobywcy Grammy oraz trzykrotnego laureata Oscara. Polską wersję spektaklu wyreżyserował Jerzy Jan Połoński. Na początku 2020 roku odbyła się premiera kolejnego musicalu familijnego – Księga Dżungli na motywach powieści Rudyarda Kiplinga, która zaliczana jest do klasyki literatury dziecięcej. 

### Autorskie produkcje

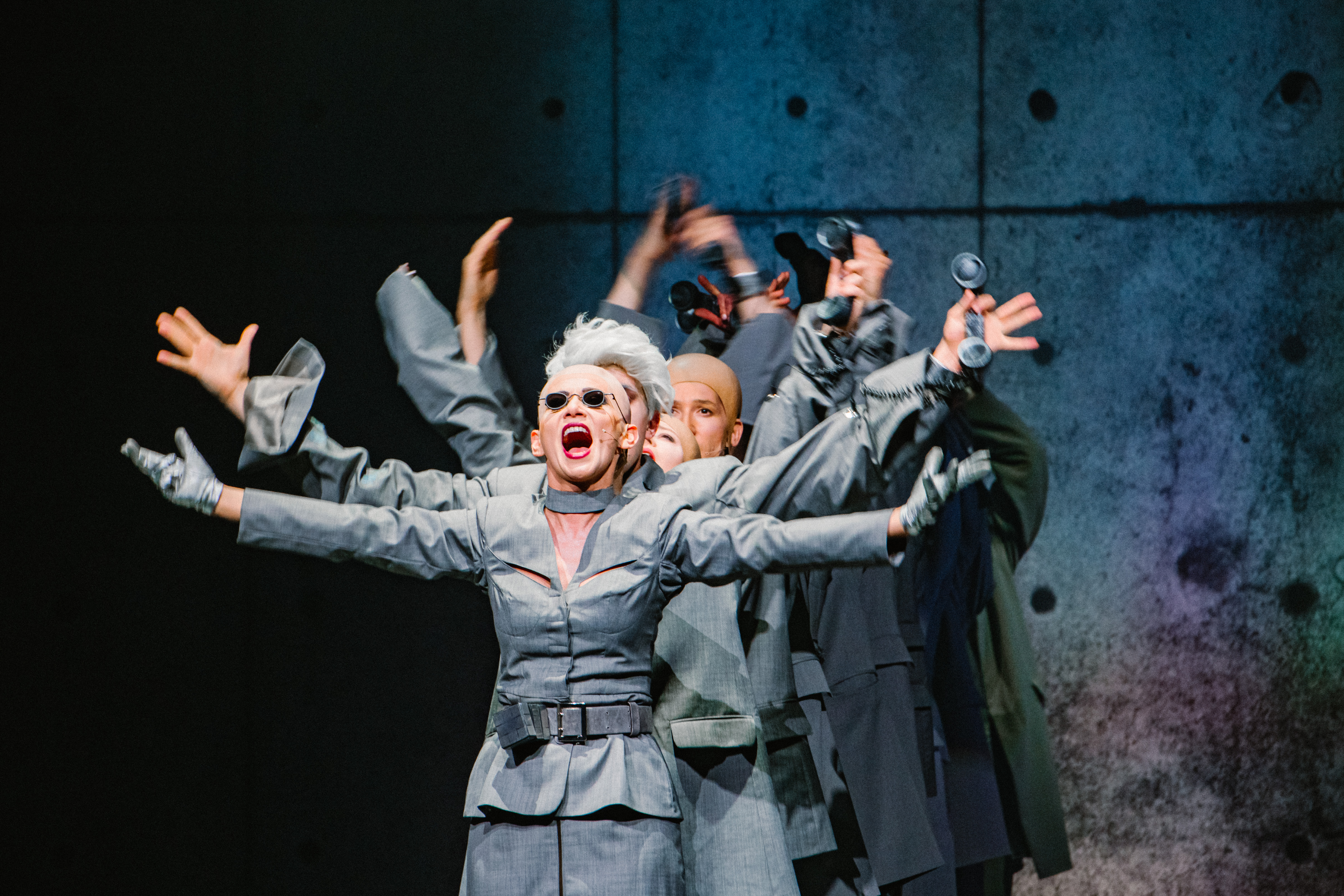
Spektakl Kombinat - na pierwszym planie Anna Lasota (fot. D. Stube)

Kolejny sezon artystyczny otworzyła prapremiera oryginalnej produkcji - polsko-amerykańskiego musicalu Virtuoso o Ignacym Janie Paderewskim i jego karierze pianisty, polityka oraz życiu showmana. Libretto i muzykę napisał Matthew Hardy, twórca z Broadwayu. Spektakl wyreżyserował Jerzy Jan Połoński przy artystycznym wsparciu Briana Kite’a – dziekana Wydziału Teatru, Telewizji i Filmu na University of California w Los Angeles, utytułowanego reżysera musicalowego. W sierpniu 2021 Virtuoso miał premierę w Teatrze Dramatycznym w Warszawie. 
W grudniu 2020 roku Teatr Muzyczny zorganizował koncert streamowany na profilu na Facebooku oraz kanale YouTube zatytułowany Bądźmy razem. Koncert dla pracowników służby zdrowia, podczas którego artyści Teatru zaprezentowali utwory z najbardziej znanych musicali z repertuaru sceny. Koncert był wsparciem i podziękowaniem dla wszystkich zaangażowanych w ratowanie życia ofiar pandemii.
Czerwiec 2021 roku to kolejna autorska premiera znakomicie przyjętego przez widzów i do dziś cieszącego się ogromnym zainteresowaniem widzów Kombinatu w reżyserii Wojciecha Kościelniaka. Musical powstał z inspiracji tekstami Kafki, Orwella i Huxleya, a punktem wyjścia do jego realizacji była ponadczasowa muzyka i teksty Grzegorza Ciechowskiego i Republiki. „Poznański Kombinat to, poza aktorskimi perełkami i zespołową perfekcją, spektakl dopracowany w najdrobniejszym szczególe. Jeden z najlepszych, bardzo konsekwentnych scenariuszy Kościelniaka, z solidnie nakreślonymi postaciami i świetnymi piosenkami. Do tego wizualna uczta, za którą odpowiadają Anna Chadaj (kostiumy), Damian Styrna (scenografia), Eliasz Styrna (wizualizacje) i Tadeusz Trylski (światło)” – na łamach Miesięcznika „Teatr” pisał Piotr Sobierski.
29 sierpnia tego samego roku - w rocznicę urodzin Grzegorza Ciechowskiego - Teatr Muzyczny przygotował plenerowy koncert Przeczekajmy tutaj noc – piosenki Republiki i Obywatela G.C., w którym udział wzięli m.in. Natalia Kukulska, Renata Przemyk, Michał Wiraszko (Muchy), Dagmara Gregorowicz (Dagadana) i Janusz Radek oraz soliści Teatru Muzycznego w Poznaniu. Wydarzenie odbiło się szerokim echem i zgromadziło aż 3 tys. widzów. 

### W Poznaniu, Warszawie i Berlinie
Rok 2022 zaznaczył się w historii Teatru dwoma mocnymi akcentami – występem artystów Teatru na Sopot Top of the Top Festival z piosenką "Będzie plan z Kombinatu oraz premierą dramatu muzycznego Irena o Irenie Sendlerowej - Sprawiedliwej wśród Narodów Świata, Polce, która w czasie II wojny światowej wraz z grupą innych bohaterów uratowała kilkaset dzieci z warszawskiego getta. Spektakl wyreżyserował Brian Kite, choreografię przygotowała Dana Solimando, która ma na koncie współpracę przy wielu broadwayowskich produkcjach. Libretto napisali Piotr Piwowarczyk i Mary Skinner, a muzykę skomponował Włodek Pawlik - jedyny polski zdobywca nagrody Grammy. Autorem piosenek jest Mark Campbell, laureat nagród Pulitzera i Grammy. W marcu 2023 w Teatrze Polskim im. Arnolda Szyfmana odbyła się warszawska premiera Ireny, a w maju 2024 spektakl został zaprezentowany w Admiralspalast w Berlinie.
We wrześniu 2022 Teatr zaprosił widzów na pierwszą edycję festiwalu Czas na Teatr, prezentującego najciekawsze polskie i międzynarodowe spektakle muzyczne – produkcje doceniane przez widzów i krytyków, budzące emocje, dyskutowane, nagradzane, z wielu powodów ważne i warte uwagi. Wśród tytułów, które prezentowane były podczas dotychczasowych odsłon festiwalu, pojawiły się m.in.: 1989 – jeden z najważniejszych musicali ostatnich lat (koprodukcja Teatru im. J. Słowackiego w Krakowie i Gdańskiego Teatru Szekspirowskiego), Cesarz Teatru Muzycznego Capitol we Wrocławiu, Mury Jerycha Teatru Muzycznego w Gdyni, Chciałem być Teatru Powszechnego w Łodzi, tik, tik... BUM! Teatru Muzycznego ROMA i wiele innych. 

### Przebój za przebojem
W lutym 2023 do repertuaru trafił kolejny musicalowy hit - Piękna i Bestia w reżyserii Jerzego Jana Połońskiego. Bilety na ten najbardziej magiczny musical wszech czasów wyprzedały się dwa miesiące przed premierą. Tytuł nadal pozostaje jednym z najpopularniejszych w repertuarze Teatru. Kierownikiem muzycznym jest Tomasz Szymuś, a bajkową scenografię i kostiumy wyczarowały na scenie: Anna Chadaj i Agata Uchman.
We wrześniu 2023 na scenę Teatru Muzycznego trafił jeden z najważniejszych tytułów  musicalowych w dziejach kina – Deszczowa piosenka. Na poznańską scenę przeniósł go Tadeusz Kabicz, kierownikiem muzycznym spektaklu jest Krzysztof Herdzin – wybitny pianista, kompozytor, aranżer i dyrygent, a scenografię i kostiumy zaprojektowała Natalia Kitamikado.
Po dwóch musicalowych przebojach Teatr Muzyczny zaproponował swoim widzom spotkanie z twórczością wybitnej poetki, autorki tekstów piosenek i reżyserki - Agnieszki Osieckiej. 5 kwietnia 2024 premierę miał spektakl muzyczny inspirowany jej poezją - Apetyt na czereśnie w reżyserii Grzegorza Chrapkiewicza z Katarzyną Tapek i Radosławem Elisem w rolach głównych. Spektakl był prezentowany w wielu ośrodkach kulturalnych poza Poznaniem.
Sezon 2024/2025 otworzyła premiera musicalu Drogi Evanie Hansenie w reżyserii Pawła Szkotaka – spektaklu, który szybko zdobył serca widzów, zachwycając głębią emocji, wyjątkową muzyką i ważną treścią. Porusza bowiem wiele ważnych dziś problemów: zdrowia psychicznego nastolatków, depresji, lęków społecznych i uzależnień w świecie mediów społecznościowych. Kierownictwo muzyczne objął Dariusz Tarczewski, choreografię stworzył Karol Drozd, a scenografię i kostiumy Natalia Kitamikado.
W lutym 2025 do repertuaru Teatru dołączył jeden z najoryginalniejszych i najzabawniejszych broadwayowskich musicali: Avenue Q - lalkowy musical dla dorosłych w reżyserii Łukasza Brzezińskiego. To pełna skeczy nieprzyzwoita komedia o tęsknocie za miłością, samotności, odrzuceniu, namiętności, a przede wszystkim bolesna konfrontacja życiowych planów z rzeczywistością. Kierownikiem muzycznym jest Dariusz Tarczewski, lalki do spektaklu, inspirowane muppetami znanymi z popularnych amerykańskich programów, zaprojektował Igor Fijałkowski, aktor Teatru Animacji w Poznaniu. Autorką choreografii jest Barbara Olech, a oryginalnej scenografii - poznańska Grupa Mixer.

### Salony Poezji
Od 2013 roku cyklicznie, raz w miesiącu, w sobotnie przedpołudnie w Teatrze Muzycznym odbywają się spotkania z poezją - w ramach Krakowskiego Salonu Poezji Anny Dymnej. Prezentacjom literatury towarzyszą ilustracje muzyczne, najczęściej w wykonaniu muzyków Teatru Muzycznego. Twórczość największych poetów różnych epok – od Adama Mickiewicza po Wisławę Szymborską - interpretowali m.in. Jerzy Trela, Jerzy Zelnik, Andrzej Seweryn, Wojciech Pszoniak, Anna Seniuk i pomysłodawczyni cyklu - Anna Dymna. Salony organizowane są we współpracy z poznańskim Oddziałem Towarzystwa Literackiego im. Adama Mickiewicza. Opiekę merytoryczną nad wydarzeniem sprawuje wiceprezes Oddziału, prof. UAM dr hab. Wiesław Ratajczak z UAM w Poznaniu. W listopadzie 2024 odbyła się jubileuszowa, setna odsłona Salonu Poezji. 

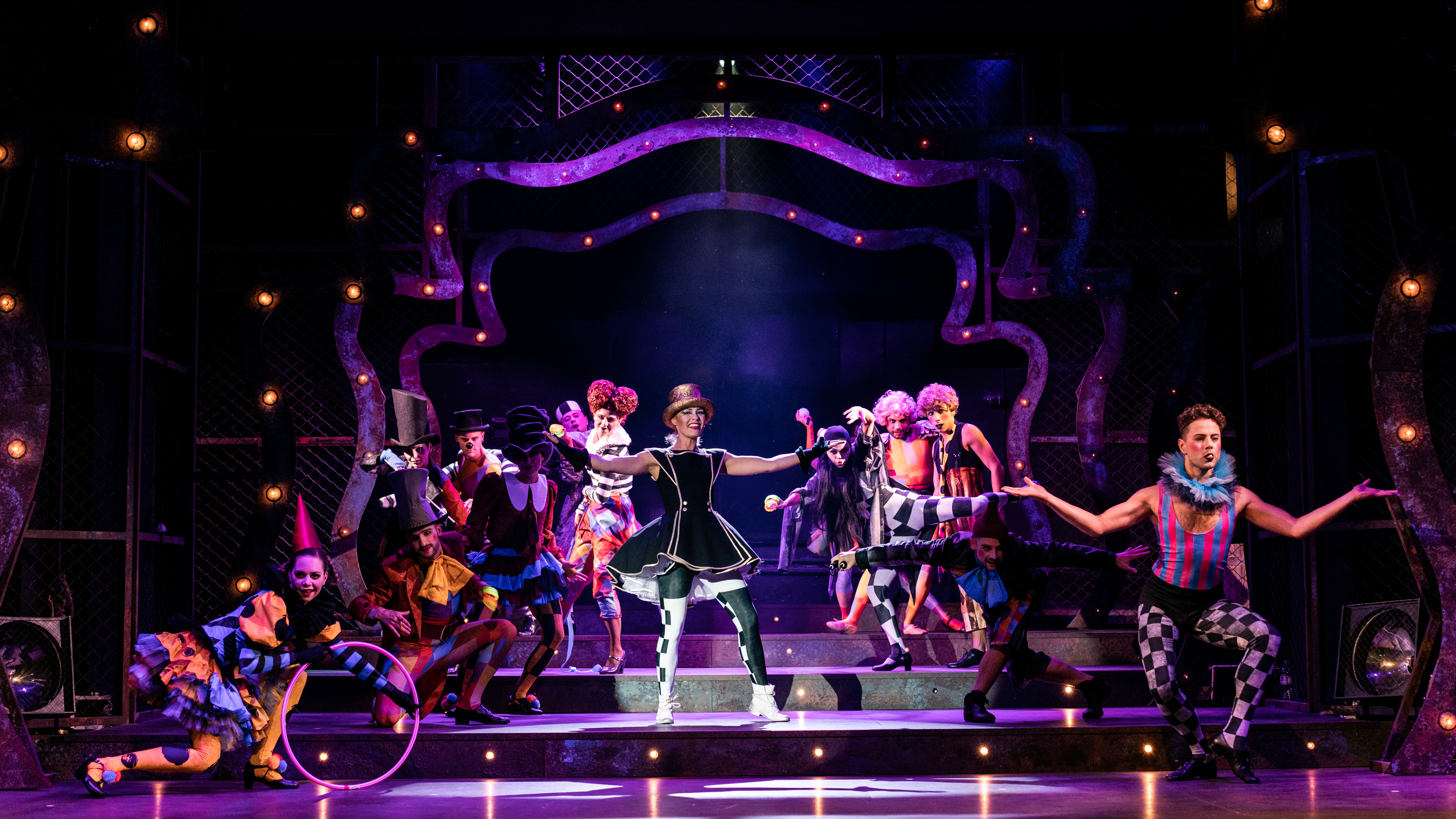
Spektakl Pippin (fot. M. Kordula)

## Dyrektorzy Operetki Poznańskiej – Teatru Muzycznego w Poznaniu
- Jan Teresiński (1956–1957)
- Zygmunt Wojciechowski (1957–1958)
- Henryk Duczmal (1958–1962)
- Stanisław Renz (1962–1972)
- Henryk Olszewski (1973–1980)
- Andrzej Wiza (1980–1984)
- Włodzimierz Krzyżanowski (1984–1989)
- Daniel Kustosik (1989–2012)
- Przemysław Kieliszewski (od 2013)

## Spektakle Teatru Muzycznego w Poznaniu (od 2013 roku)
- Orfeusz w piekle (premiera 12.10.2013);
- Myszki i wojna czyli o Dzielnym Albercie i żółtym serze (premiera 29.03.2014);
- Jekyll & Hyde (premiera 10.10.2014);
- Akompaniator (premiera 12.12.2014);
- Hello, Dolly! (premiera 23.01.2015);
- Nie ma jak lata 20. lata 30.(premiera 27.02.2015);
- Dookoła karuzeli, czyli dziecko potrafi (premiera 16.05.2015);
- Evita (premiera 26.09.2015);
- Opowieści zimowe (premiera 06.02.2016);
- Księżniczka czardasza (premiera 21.05.2016);
- Zakonnica w przebraniu (premiera 1.10.2016);
- Nine (premiera 30.09.2017);
- neStory (premiera 27.10.2017);
- Footloose (premiera 21.04.2018);
- Madagaskar – musicalowa przygoda (premiera 13.05.2018);
- Rodzina Addamsów (premiera 22.09.2018);
- Beznudna wyspa (premiera 8.12.2018);
- Kwartet  (premiera 25.05.2019);
- Koziołek Matołek i zagadka ratuszowej wieży (premiera 26.04.2019);
- Pippin, czyli historia prawdziwa o poszukiwaniu szczęścia (premiera 7.09.2019);
- Księga Dżungli (premiera 18.01.2020);
- Virtuoso (premiera 12.09.2020);
- Kombinat (premiera 19.06.2021);
- Irena (premiera 27.08.2022);
- Piękna i Bestia (premiera 25.02.2023);
- Deszczowa piosenka (premiera 16.09.2023);[18]
- Drogi Evanie Hansenie (premiera 7.09.2024);[19]
- Avenue Q (premiera 8.02.2025);[20]